# Caldera Riscada
La caldera Riscada est un volcan du massif de Los Ajaches dans l'île de Lanzarote dans les îles Canaries. Culminant à 452 m  d'altitude, il est situé sur la commune de Yaiza.

## Géologie
La caldera Riscada est un cratère éventré. Il aurait été en éruption au Pléistocène, il y a 1 million d'années.